# HMS Acasta (H09)
«Акаста» (H09) (англ. HMS Acasta (H09) — військовий корабель, ескадрений міноносець типу «A» Королівського військово-морського флоту Великої Британії за часів Другої світової війни.
«Акаста» був закладений 13 серпня 1928 року на верфі компанії John Brown & Company у Клайдбанкі. 11 лютого 1930 року увійшов до складу Королівських ВМС Великої Британії. З початку Другої світової війни взяв активну участь у бойових діях; 8 червня 1940 року поблизу берегів Норвегії у швидкоплинному морському бою з німецькими лінійними кораблями «Шарнгорст» та «Гнейзенау» був затоплений ворожим артилерійськими вогнем разом з авіаносцем «Глоріос» та есмінцем «Адент».

## Дизайн і конструкція
«Акаста» (H09) належав до есмінців типу «A», що конструктивно базувався на проекті новітнього на той час есмінця HMS «Амазон».
Корпус «Акаста» мав загальну довжину між перпендикулярами — 98,5 м, бімс — 9,8 м та осадку до 3,7 м. Водотоннажність бойового корабля становила: стандартна — 1370—1380 та повна — 1778—1790 довгих тонн відповідно. Екіпаж есмінця включав 138 офіцерів та матросів, однак у воєнний час був збільшений до 162 осіб.
Головна енергетична установка становила три триколекторні Адміралтейських котли з пароперегрівником і два одноступінчатих турбозубчатих редуктори Парсонса. У порівнянні з HMS «Амазон» енергетична установка була сильно спрощена. В результаті знизилася економічність і загальна потужність енергоустановки, але британці виграли в експлуатаційної надійності, а ціна есмінця за рахунок більш простої машини знизилася на 15-20 %. Розміщення ГЕУ — лінійне. Котли розміщувалися в ізольованих відсіках, турбіни — у загальному машинному відділенні, при цьому редуктори були відокремлені від турбін водонепроникною перегородкою. Робочий тиск пару — 21,2 кгс/см² (20,5 атм.), температура — 316 °С (600 °F). Потужність механізмів становила 34 000 к. с., і швидкість ходу досягала 35,25 вузлів, у повному навантаженні — 31,75 вузлів.
Есмінець мав повну заправку до 394—396 тонн палива та діяв на дальності до 4 080 морських миль (7 560 км) при ході 15 вузлів (28 км/год).

## Озброєння
Корабельна артилерія головного калібру (ГК) есмінця HMS «Акаста»: 4 нових 120-мм (4,7-дюймових) гармати Мk.IX довжиною ствола в 45 калібрів, з підвищеним кутом піднесення до 30°, в палубних установках Mk.XIV A, B, X та Y Гармати вели вогонь 23-кг боєприпасами різного типу: фугасними снарядами підвищеної потужності «HE» та напівбронебійними снарядами «SAP» на відстань до 15 520 м, зі швидкістю 810 м/с. Боєкомплект кожної гармати становив 190 снарядів. Система управління артилерійським вогнем корабля становила оптичний далекомір «MQ I» з базою в 3 метри і приладом управління артилерійським вогнем «Приціл-директор для есмінців» (DDS).
Зенітне озброєння корабля складалося з двох 40-мм гармат QF 2 Mark II, що розташовувалися на бортах есмінців між трубами, з боєкомплектом 500 пострілів на ствол.
Торпедне озброєння есмінця включало два чотиритрубних 533-мм торпедних апарати «QR III». Для боротьби з підводними цілями споконвічно призначалися 2 бомбомети та 4 жолоби для скидання 8 глибинних бомб, однак через обмеженість простору частку оснащення довелось зняти та залишити лише три жолоби для застосування глибинних бомб.

## Історія

### Довоєнний час
Після введення до строю, «Акаста» разом з есмінцями типу «A» та лідером «Кодрінгтон» увійшли до 3-ї флотилії есмінців, що проходила службу на Середземному морі. У 1934 році постраждав під час військових навчань у наслідок зіткнення з лідером ескадрених міноносців «Кодрінгтон». Під час Громадянської війни в Іспанії патрулював узбережжя цієї країни. До початку Другої світової війни повернувся до Великої Британії до Плімута.

### 1939—1940
З початком війни корабель перебував у складі 18-ї флотилії есмінців, і ніс службу у Ла-Манші, виконуючи завдання з ескорту конвоїв та протичовнового патрулювання прибережних вод. 6 вересня він супроводжував разом з есмінцями «Кемпенфельт», «Антілоуп», «Адент» та «Амазон» британський авіаносець «Гермес». У подальшому з вересня 1939 по лютий 1940 року виконував охоронні функції на підступах до Британських островів у так званому Командуванні Південно-західних підходів.
У квітні переведений до 1-ї флотилії Флоту Метрополії й згодом залучений до протидії нацистській агресії проти Норвегії. З 13 по 15 квітня разом з есмінцями «Кодрінгтон», «Акейтіз» та «Адент» супроводжував лінійний корабель «Веліант» та важкий крейсер «Віндіктів» з конвоєм NP 1 у Північно-західних підходах.
З травня по червень 1940 року у складі угруповання британського флоту біля Норвегії. 31 травня включений до складу сил флоту, що забезпечували проведення в евакуації союзних військ зі Скандинавії.
Бій 8 червня
8 червня 1940 року авіаносець «Глоріес» у супроводі лише 2 есмінців «Адент» і «Акаста» перевозив особовий склад британських військ до військово-морської бази в Скапа-Флоу. На переході морем, кораблі були виявлені німецькими лінійними кораблями «Шарнгорст» та «Гнейзенау». «Адент» і «Акаста» встановили димову завісу над авіаносцем та вступили у нерівний бій з переважаючими силами противника. «Аденту» вдалось навіть уразити німецький лінкор «Шарнгорст» 120-мм снарядом, проте під вогнем противника есмінець затонув. У наслідок перекидання корабля загинуло 10 офіцерів та 142 матроси.
Після знищення «Адента» німці зосередили вогонь на авіаносці «Глоріес». Намагаючись прикрити його від вогню противника, «Акаста» поставив завісу й прорвався на максимально допустиму відстань до ворожого лінкора, звідкіля пустив дві торпеди, одна з яких уразила «Шарнгорст». Але від прямих влучень корабельної артилерії німців есмінець затонув у точці з координатами 68°45′ пн. ш. 4°30′ сх. д. / 68.750° пн. ш. 4.500° сх. д.
Єдиний вцілілий з борту есмінця «Акаста» матрос Сиріл Картер (англ. Cyril Carter) був врятований наступного дня норвезьким пароплавом Borgund.